# بولين دريفوس
بولين دريفوس (بالفرنسية: Pauline Dreyfus)‏‏ (19 نوفمبر 1969 - ) روائية من فرنسا.